# Musikakademie Łódź

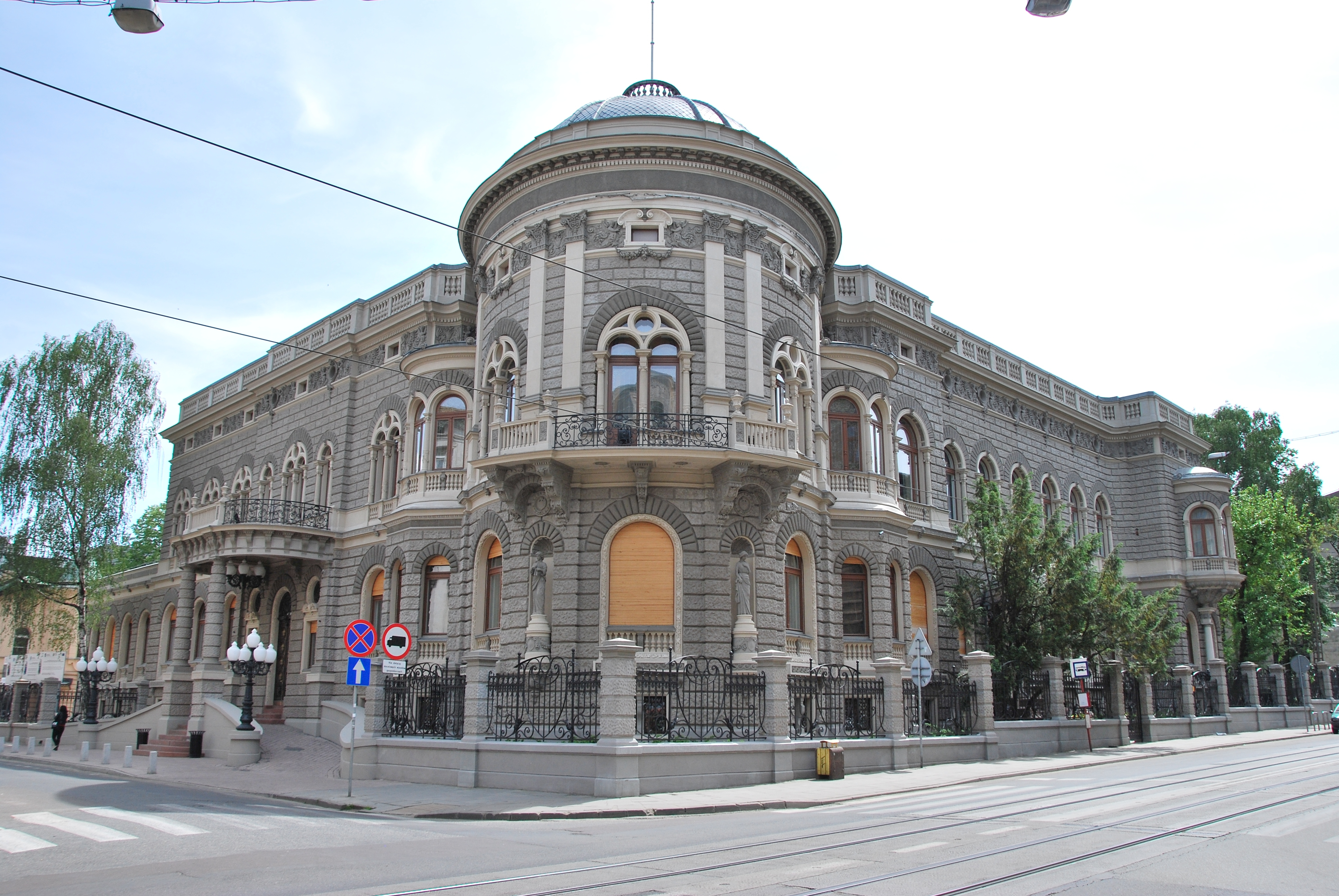
Musikakademie Łódź

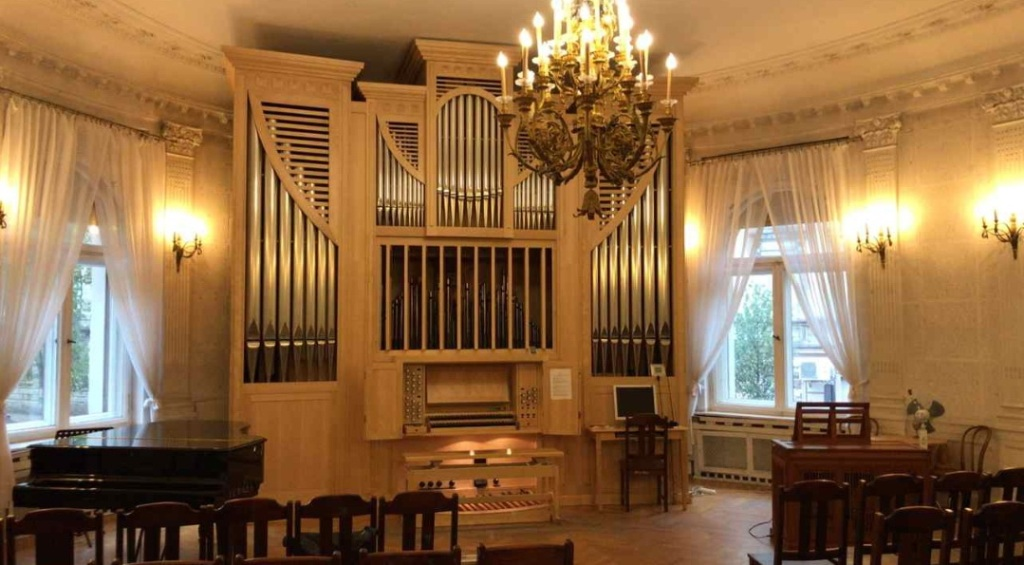
Jehmlich-Orgel im Konzertsaal

Die Musikakademie Łódź (polnisch Akademia Muzyczna im. Grażyny i Kiejstuta Bacewiczów w Łodzi) ist eine Musikhochschule in der polnischen Stadt Łódź. Sie wurde zu Beginn des 20. Jahrhunderts als Helena-Kijeńska-Dobkiewiczowa-Musikkonservatorium gegründet.

## Geschichte
Direkt nach dem Ende des Zweiten Weltkriegs in Polen wurde die Musikakademie als staatliches Musikkonservatorium am 18. April 1945 wiedereröffnet und im April 1946 in Staatliche Hochschule für Musik umbenannt. Im Jahr 1982 wurde sie wieder Musikakademie und erhielt 1999 die Namen von Grażyna und Kiejstut Bacewicz.
Der erste Rektor der Schule war Kazimierz Wiłkomirski, Prorektorin Helena Kijeńska-Dobkiewiczowa.
Zu dieser Zeit gab es vier Fakultäten:
- Fakultät I: Musiktheorie, Komposition und Dirigat (Dekan Kazimierz Sikorski)
- Fakultät II: Instrumentalmusik (Dekanin Maria Wiłkomirska)
- Fakultät III: Vokalmusik (Dekanin Adela Comte-Wilgocka)
- Fakultät IV: Musikalische Bildung (Dekan Mieczysław Kacperczyk)

## Fakultäten
- Fakultät für Komposition, Musiktheorie, Dirigat, Musikerziehung und Rhythmik
- Fakultät für Klavier, Orgel, Cembalo, Alte Musik und Jazz
- Fakultät für Instrumentalmusik
- Fakultät für Gesang und Schauspiel

## Der Hochschulstandort
Seit 1945 ist der Hauptstandort der Musikakademie der Palast an der ul. Gdańska 32 (Danziger Straße), der 1904 vom Industriellen Izrael Poznański für seinen Sohn Karol Poznański nach dem Entwurf von Adolf Zeligson gebaut wurde. Das Gebäude war während der deutschen Besatzung Sitz der Städtischen Musikschule, die fast bis zum Ende des Jahres 1944 betrieben wurde.
Im Oktober 2013 wurden der neu eingerichtete Konzertsaal mit ausgezeichneter Akustik und hochwertigen Systemen für die Beschallung, das professionelle Tonstudio und die Lehreinrichtungen offiziell eingeweiht und eröffnet. Zu Beginn des Semesters 2014/2015 wurde das moderne Gebäude des regionalen Kultur-, Bildungs- und Dokumentationszentrums eröffnet, das unter anderem eine Bibliothek und eine Musikbibliothek, Vortragssäle, Übungsräume und einen Kammermusiksaal beherbergt.

## Die Rektoren ab 1945
- Kazimierz Wiłkomirski (1945–1947)
- Kazimierz Sikorski (1947–1954)
- Mieczysław Drobner (1954–1957)
- Kiejstut Bacewicz (1957–1969)
- Zenon Płoszaj (1969–1981)
- Zygmunt Gzella (1981–1987)
- Aleksander Kowalczyk (1987–1993)
- Bogdan Dowlasz (1993–1999)
- Anna Wesołowska-Firlej (1999–2005)
- Antoni Wierzbiński (2005–2012)
- Cezary Sanecki (2012–2020)
- Elżbieta Aleksandrowicz (seit 2020)

## Ehrendoktorwürden
Der Senat der Hochschule für Musik verleiht die Ehrendoktorwürde an wichtige Persönlichkeiten der Musikkunst und der regionalen Musikkultur in Łódź und der Akademie. Dieser Titel wurde vergeben an:
- Aleksander Tansman (1986)
- Kiejstut Bacewicz (1993)
- Zenon Płoszaj (1996)
- Franciszek Wesołowski (1999)
- Teresa Kubiak (2005)
- Wanda Wiłkomirska (2006)
- Jerzy Semkow (2013)
- Zygmunt Krauze (2015)
- Stanisław Firlej (2015)
- Teresa Żylis-Gara (2016)
- Irena Santor (2017)
- Jan Krenz (2018)
- Kevin Kenner (2018)

## Persönlichkeiten der Akademie
- Ryszard Daniel Golianek
- Marta Szoka
- Jan Targowski
- Krzysztof Urbaniak, Organist und Hochschullehrer
- Irena Wisełka-Cieślar
- Antoni Wierzbiński
- Bogusław Wódka